# Elezioni parlamentari in Germania del novembre 1932

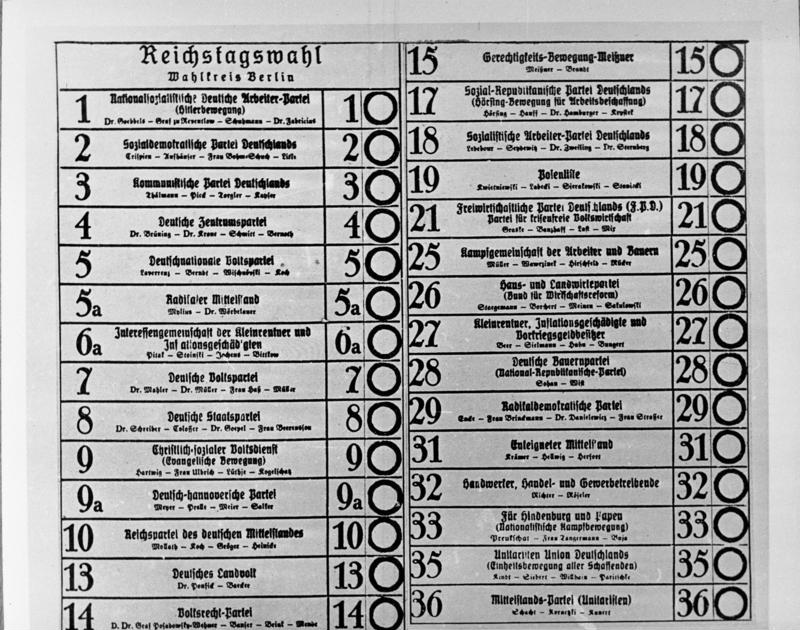
Scheda elettorale per le elezioni del novembre 1932: da notare il fatto che sono presenti ben 36 liste

Le elezioni parlamentari tedesche del novembre del 1932 furono le ottave consultazioni politiche nazionali della Repubblica di Weimar e si tennero il 6 novembre. Quando si conclusero, partirono i preparativi per l'inizio della settima legislatura del Reichstag.

## La caduta di von Papen
Le consultazioni che si erano tenute in luglio avevano favorito i partiti anti-sistema (in particolare quello nazista) e indebolito fortemente la coalizione democratica, che si trovava di fatto senza una maggioranza in Parlamento. Il cattolico conservatore Franz von Papen si mise a capo di un gabinetto di minoranza che però, essendo a-partitico (per questo era dispregiativamente chiamato "governo dei baroni") doveva trovare di volta in volta maggioranze diverse e composite per ogni atto che proponeva.
Il 12 settembre avvenne lo "scandalo": von Papen, che nella sua relazione programmatica aveva chiesto poteri speciali, interloquì con il Partito Comunista di Germania chiedendo ai marxisti di approvare il suo progetto. Nella storia dell'Europa Occidentale, non era mai capitato che un governo chiedesse collaborazione ai comunisti. Questi, incitati dalla presidentessa pro-tempore della Camera Clara Zetkin (esponente del KPD preoccupata del fatto che Hermann Göring, capogruppo della maggioritaria pattuglia nazionalsocialista, fosse stato eletto Presidente della Camera), chiesero la rimozione di tutti i decreti d'emergenza e presentarono una mozione di sfiducia per von Papen.
Di fatto, nessuno obiettò di fronte a questa richiesta di far cadere il gabinetto che aveva "osato" cercare sponde nell'estrema sinistra. Durante la mezz'ora di pausa dai lavori parlamentari, i nazisti si riunirono e Adolf Hitler prese la decisione di sostenere i comunisti e la loro mozione anti-von Papen: fu proprio il Cancelliere a darne notizia. Dato che insieme KPD e NSDAP possedevano 319 seggi su 608, il presidente Paul von Hindenburg aveva capito che era molto probabile lo scioglimento del Reichstag e l'indizione di nuove elezioni.
Quando i lavori ripresero, Göring non diede la parola a von Papen (che l'aveva chiesta per replicare alla accuse presentate dalle opposizioni) e mise subito ai voti la mozione dei comunisti che passò con 512 sì e 42 no: solo il Partito Popolare Nazionale Tedesco e il Partito Popolare Tedesco avevano persistito nella fiducia all'esecutivo "baronale". Göring a questo punto sciolse la seduta e il Parlamento, tuttavia vi erano dei dubbi sul fatto che questa decisione fosse legittima dal momento che era stata presa da persone che avevano appena rovesciato il Reichstag. Dal momento che l'ordine iniziava ad avere effetto dopo le dimissioni dell'esponente nazista e quindi prima della votazione parlamentare, esso era lecito: le nuove elezioni furono fissate per il 6 novembre.

## Campagna elettorale, analisi del voto e conseguenze
Queste elezioni, che registrarono un'affluenza pari al 71,10%, possono essere considerate le ultime relativamente libere ed eque consultazioni nazionali tedesche della storia fino alla riunificazione della Germania. Durante la campagna elettorale i nazisti proseguirono nella loro tattica squadristica e terrorista, ma i tempi serrati e la mancanza di un governo che li spalleggiasse o coprisse ridussero le loro possibilità d'azione. Ciò causò per loro una perdita di voti, dovuta anche all'atteggiamento ondivago adottato durante la crisi di governo e il fatto che anche loro si erano accaparrati una "poltrona" una volta arrivati in Parlamento, ed anzi la più importante.
Il 4,2% in meno rispetto al luglio (circa 2.000.000 di voti persi) non impedirono al NSDAP di essere ancora il più forte partito di Germania. I comunisti, protagonisti della crisi di von Papen, riuscirono a catalizzare il sostegno di molti ex socialdemocratici ormai insofferenti verso il regime di Weimar e avanzarono ancora: +2,6% dei consensi, ben 11 scranni in più. Formare una maggioranza era anche stavolta impossibile: i due partiti dei poli opposti avevano ancora la maggioranza assoluta dei seggi ed anzi ora non era più plausibile pensare di ottenere una benevola neutralità dei nazisti, che reclamavano a gran voce il cancellierato per Hitler.
Il DNVP e il DVP, che si erano eretti a difensori di von Papen e della tradizione, avevano ottenuto dei moderati guadagni. Si pensò di formare una coalizione tra questi due partiti e il Centro Cattolico ma tale alleanza poteva contare solo su 133 seggi; anche un raggruppamento tra SPD, Zentrum e Partito dello Stato Tedesco aveva solo 193 seggi a disposizione e perciò venne scartato. Si procedette così a un Präsidialkabinett guidato da Kurt von Schleicher. Nel gennaio fu sostituito da una coalizione tra NSDAP e Partito Popolare Nazionale Tedesco, con Hitler cancelliere, fino alle successive elezioni del marzo 1933.

## Risultati
| Partiti                                                   | Voti percentuali (differenza) | Voti percentuali (differenza) | Seggi (differenza) | Seggi (differenza) |
| --------------------------------------------------------- | ----------------------------- | ----------------------------- | ------------------ | ------------------ |
| Partito Nazionalsocialista Tedesco dei Lavoratori (NSDAP) | 33.1%                         | -4.2%                         | 196                | -34                |
| Partito Socialdemocratico di Germania (SPD)               | 20.4%                         | -1.2%                         | 121                | -12                |
| Partito Comunista di Germania (KPD)                       | 16.9%                         | +2.6%                         | 100                | +11                |
| Partito di Centro Tedesco (DZP)                           | 11.9%                         | -0.5%                         | 70                 | -5                 |
| Partito Popolare Nazionale Tedesco (DNVP)                 | 8.5%                          | +2.6%                         | 52                 | +15                |
| Partito Popolare Bavarese (BVP)                           | 3.1%                          | -0.1%                         | 20                 | -2                 |
| Partito Popolare Tedesco (DVP)                            | 1.9%                          | -0.1%                         | 11                 | +4                 |
| Cristiano-Sociali al Servizio del Popolo                  | 1.1%                          | +0.1%                         | 5                  | +2                 |
| Partito dei Contadini Tedeschi (DBP)                      | 0.4%                          | +/-0                          | 3                  | +1                 |
| Partito dello Stato Tedesco (DStP)                        | 1.0%                          | +/-0                          | 2                  | -2                 |
| Lega Agricola                                             | 0.3%                          | +/-0                          | 2                  | +/-0               |
| Partito della Classe Media Tedesca (WP)                   | 0.3%                          | -0.1%                         | 1                  | -1                 |
| Partito Tedesco-Hannoveriano (DHP)                        | 0.2%                          | +0.1%                         | 1                  | +1                 |
| Altri                                                     | 0.9%                          | +0.3%                         | 0                  | -2                 |
| Totale                                                    | 100.0%                        |                               | 584                | -24                |